# Agastophanes zophoxysta
Agastophanes zophoxysta är en fjärilsart som beskrevs av Turner 1937. Agastophanes zophoxysta ingår i släktet Agastophanes och familjen mott. Inga underarter finns listade i Catalogue of Life.